# Saloya 1.ª Sección
Saloya 1.ª Sección es una localidad del municipio de Nacajuca ubicado en la subregión centro del estado mexicano de Tabasco.

## Geografía
La localidad de Saloya 1.ª Sección se sitúa en las coordenadas geográficas 18°05′49″N 92°56′41″O / 18.096944, -92.944722, a una elevación de 3 metros sobre el nivel del mar.

## Demografía
Según el Conteo de Población y Vivienda 2020, efectuado por el Instituto Nacional de Estadística y Geografía, la localidad de Saloya 1.ª Sección tiene 3,156 habitantes, de los cuales 1,479 son del sexo masculino y 1,677 del sexo femenino. Su tasa de fecundidad es de 1.97 hijos por mujer y tiene 879 viviendas particulares habitadas.
| Gráfica de evolución demográfica de Saloya 1.ª Sección entre 1970 y 2020 |
|                                                                          |
| INEGI.                                                                   |